# 藍仏安
藍 仏安（らん ふつあん、1962年6月 - ）は、中華人民共和国の官僚、政治家。広東省恵東県出身。元山西省人民政府省長兼党組書記、中国共産党山西省委員会副書記。第19回中国共産党中央規律検査委員会委員。中国共産党第十九回全国代表大会代表。第13回全国人民代表大会代表。

## 経歴
1962年6月、広東省恵東県で生まれる。1985年に湖北財経学院（現在の中南財経政法大学）を卒業後、同年、中華人民共和国財政部預算司中央処に入局。
1988年11月に広東省財政庁へ入庁した。以後、科員、副主任科員、主任科員、副処長、弁公室主任を歴任した。1999年3月、東莞市人民政府副市長に転出。2001年10月、広東省財政庁副庁長に就任。2007年4月、 広東省審計庁党組書記に転任。2008年3月、庁長を兼務。2015年3月、中国共産党韶関市委員会書記に転出。2016年1月、広東省人民政府副省長に昇格。
2017年3月、海南省党委員会常務委員兼紀委書記に転出。翌年1月には同省監察委員会主任を兼務する。
2021年4月、党務に転じて山西省に赴任し、山西省党委員会副書記に就任した。6月には同省党組書記兼省長代行を兼任。2022年12月に省長職を辞任。
2023年10月24日、中華人民共和国主席・習近平が発した国家主席令第十四号により劉昆の後任として中華人民共和国財政部長に起用された。